# 전유성
전유성(全裕成, 1949년 2월 25일 ~ )은 대한민국의 희극배우, 공연기획자이다.

## 개요
서라벌예술대학에서 연극을 전공했으며, 1967년 연극배우 첫 데뷔한 그는 1968년 TBC 동양방송 특채 코미디 작가 데뷔하였고 이듬해 1969년 MBC 문화방송 특채 방송 작가로 정식 데뷔하였으며 이후 진로그룹 이사를 역임하기도 하였는데 한때 탤런트 시험을 여러 번 봤으나 키가 너무 커서  탈락했다. 인사동에서 '학교종이 땡땡땡'이라는 복고풍 카페를 운영하고, 심야 볼링장과 심야극장을 창안하는 등 아이디어 맨으로도 알려져 있다. 특히 '개그맨'이라는 용어를 첫 대중화하였고, 개그콘서트를 최초 기획해서 공개코미디붐을 일으키기도 하였다.
저서로는 '컴퓨터, 1주일만 하면 전유성만큼 한다' 'PC통신, 일주일만 하면 전유성만큼 한다' '인터넷, 일주일만하면 전유성만큼 한다' '남의 문화유산 답사기' '조금만 비겁하면 인생이 즐겁다' '하지 말라는 것은 다 재미있다' '전유성의 구라삼국지' 등이 있다.
그는 한때 가수 진미령과 사실혼 관계였으며 혼인신고는 하지 않았다. 이후 결별(사실상 이혼)하였으며 1991년 <칙칙이의 내일은 챔피언>으로 영화감독 데뷔를 했지만  흥행에 실패했고 그 이후 비디오용 어린이 영화로 노선을 전향했다.

## 출연 작품
- MBC every1 《비디오스타》
- KBS 《가족오락관》 - 다수 출연
- KBS 《유머 1번지》 - 남 그리고 여, 청춘을 돌려다오, 충무로 차차차, 맨손의 청춘
- KBS 《쇼 비디오 자키》 - 네로 25시
- KBS 《개그콘서트》
- KBS 《퀴즈탐험 신비의 세계》 - 1994년 4월 15일 출연
- 영화 《로보트 스타짱가》 - 코박사 역
- 영화 《마징가 V 슈퍼 베타맨》 - 코박사 역
- 영화 《고래섬 소동》
- 영화 《바람 바람 바람》
- 영화 《비련》
- 영화 《사랑의 찬가》
- 영화 《서울황제》 - 사내 2 역
- 영화 《미미와 철수의 청춘 스케치》 - 교수 3 역
- 영화 《미스 코뿔소 미스터 코란도》 - 사장 역
- 영화 《캠퍼스 연애특강》 - 조교 역
- 영화 《너에게로 또다시》 - 도사 역
- 영화 《물랭 루즈》 - 김 부장 역
- 영화 《까》 - 특종 리포터 역
- 영화 《키스할까요?》 (특별출연)
- 영화 《별 볼일 없는 인생》 - 할아버지 역 (우정출연)
- 드라마 《단팥빵》 - 전유성 역 (특별출연)

## CF 작품
- 오리온 도르리 (1986년) - 김정식과 함께 출연.
- 오리온 오리온 초코파이 (1986년) - 김정식과 함께 출연.
- 서울문화사 아이큐*점프 (1988년) - 이민우와 함께 출연.
- 롯데웰푸드 삼강 스칼라 바 (1989년) - 최양락과 함께 출연.
- 새한제약 피크니*에프 (1989년) - "유머 1번지 - 청춘을 돌려다오" 팀으로 출연.
- 코오롱제약 덴타돌 (1989년 <Feat. 고영수>) - 인쇄 광고로 출연.
- 꿈동이스티커 (1993년)
- 롯데푸드 재믹스 (1994년)
- 크라운제과 죠리퐁 (1994년) - 전도연과 함께 출연.
- 크라운제과 크라운 산도 (1994년)
- 롯데제과 롯데 토픽 (1995년) - 김민정과 함께 출연.
- 롯데제과 롯데 덴티스트 껌 (1995년) - 배용준과 함께 출연.
- 대우통신 코러스홈
- 후지칼라필름 후지수퍼200 (1996년)
- 하이트진로 하이트맥주 (1996년)
- 대학로 스타시티 (1998) - 故 이규형 감독과 공동 출연
- 해태제과식품 해태 고향만두 (1998년)
- 휴온스 니조랄 (1998년)
- 하나로통신 (1999년)
- 대웅전기산업 모닝컴 (1999년) - 부인 진미령과 함께 출연.
- 농심 후루룩국수 (2009년) - 최양락과 함께 출연.
- 돈텔마마 나이트클럽 - 지면광고
- 오천콜 대리운전 - 라디오 광고
- 경북북부연구원 외씨버선길 - 라디오 광고

## TV 방송
- 《추석특집 쇼 조영남 전유성》 (MBC)
- 《토크쇼 백지연의 백야 인터넷박사》 (MBC)
- 《손범수, 전유성의 모닝카페》 (MBC)

## 라디오 방송
- 《전유성의 책마을 산책》 (KBS 제1라디오)
- 《여성시대 양희은, 전유성입니다》 (MBC 표준FM)
- 《전유성, 최유라의 지금은 라디오 시대》 (MBC 표준FM)

## 가족 관계
- 배우자  : 진미령 (1958년 4월 5일 ~ ) - 1993년 결혼, 2011년 이혼
  - 딸     : 전제비 (1978~9년 ~ )
    - 손자  : 김래오 (2010~11년 ~ )